# Ruth Fuchs
Ruth Fuchs (geboren als Ruth Gamm; Egeln, 14 december 1946 – Jena, 20 september 2023) was een Duitse politica en atlete, die gespecialiseerd was in het speerwerpen. Ze werd tweemaal olympisch kampioene en tweemaal Europees kampioene. In totaal verbeterde ze zesmaal het wereldrecord speerwerpen. Ze was aangesloten bij Sportclub Motor Jena en kwam bij internationale wedstrijden uit voor de Duitse Democratische Republiek (DDR).

## Biografie

### Atletiek
Haar eerste succes boekte Fuchs in 1967 door op de Oost-Duitse kampioenschappen een gouden medaille te veroveren bij het speerwerpen. In 1972, slechts 35 minuten nadat de Poolse atlete Ewa Gryziecka in Boekarest het wereldrecord op 62,70 m had gebracht, verbeterde Fuchs het in Potsdam opnieuw door met een afstand van 65,06 ruim twee meter verder te werpen.
Haar olympische debuut maakte Ruth Fuchs in 1972. Op de Olympische Spelen van München won ze een gouden medaille. Met een olympisch record van 63,88 versloeg ze haar landgenote Jacqueline Todten (zilver; 62,54) en de Amerikaanse Kate Schmidt (brons; 59,94). Vier jaar later verbeterde ze wederom het olympische record. Ditmaal won ze olympisch goud door 65,94 ver te werpen. In deze tijd was Fuchs ook informant voor de geheime dienst, de Stasi.
Haar eerste Europese titel won ze in oktober 1974. Op het EK in Rome wierp ze 67,22 ver en verbeterde hiermee wederom haar eigen, inmiddels tot 66,11 opgeschroefde wereldrecord. Met deze prestatie versloeg ze haar landgenote Jacqueline Todten (zilver; 62,10) en de Joegoslavische Nataša Urbancic (brons; 61,66). Vier jaar later prolongeerde ze haar titel met 69,16.
In 1980 verbeterde Fuchs voor de laatste maal het wereldrecord speerwerpen, maar werd slechts achtste op de Olympische Spelen van Moskou. Datzelfde jaar zette ze een punt achter sportieve loopbaan. Later gaf ze toe gebruik te hebben gemaakt van steroïden als onderdeel van het Oost-Duitse dopingprogramma Staatsplanthema 14.25.

### Politiek
Na haar sportcarrière ging Ruth Fuchs in de politiek. Van 18 maart 1990 tot de Duitse hereniging op 3 oktober 1990 was zij parlementslid van de Volkskammer voor de Partei des Demokratischen Sozialismus (PDS), de voortzetting van de communistische partij van de DDR, de SED. Na de Duitse hereniging was ze lid van de Bondsdag, eveneens voor de PDS en lid van het deelstaatparlement van Thüringen.
Fuchs werd 76 jaar oud.

## Titels
- Olympisch kampioene speerwerpen - 1972, 1976
- Europees kampioene speerwerpen - 1974, 1978
- Oost-Duits kampioene speerwerpen - 1967, 1970, 1971, 1972, 1973, 1975, 1976, 1977, 1978, 1979, 1980[2]

## Persoonlijk record
| Onderdeel               | Prestatie       | Datum         | Plaats |
| ----------------------- | --------------- | ------------- | ------ |
| speerwerpen (oud model) | 69,96 m (ex-WR) | 29 april 1980 | Split  |

## Wereldrecords

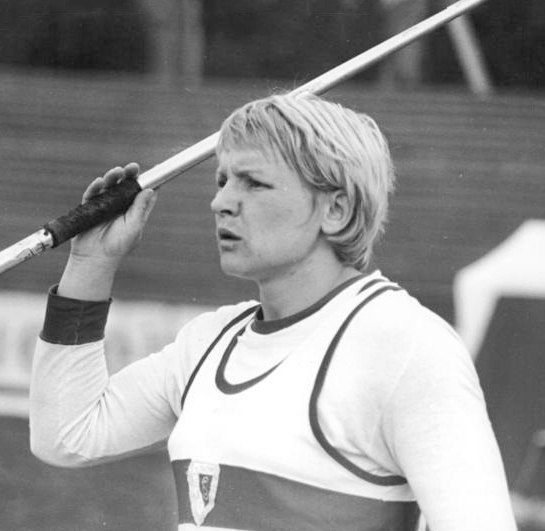
Ruth Fuchs (1980)

| Oude speer (voor 1999) |                  |           |
| 65,06                  | 11 juni 1972     | Potsdam   |
| 66,11                  | 7 september 1973 | Edinburgh |
| 67,22                  | 3 oktober 1974   | Rome      |
| 69,12                  | 10 juli 1976     | Berlijn   |
| 69,52                  | 13 juni 1979     | Dresden   |
| 69,96                  | 29 april 1980    | Split     |

## Wereldranglijst
| Jaar | Speerwerpen  |
| ---- | ------------ |
| 1967 | 7e - 56,08 m |
| 1968 | 6e - 57,72 m |
| 1970 | 3e - 60,60 m |
| 1971 | 4e - 60,56 m |
| 1972 | 1e - 65,06 m |
| 1973 | 1e - 66,10 m |
| 1974 | 1e - 67,22 m |
| 1975 | 1e - 66,46 m |
| 1976 | 1e - 69,12 m |
| 1977 | 2e - 68,92 m |
| 1978 | 1e - 69,16 m |
| 1979 | 1e - 69,52 m |
| 1980 | 1e - 69,96 m |

## Palmares
- 1967:  Europacup - 53,18 m
- 1970:  Europacup - 60,60 m
- 1971:  EK - 59,16 m
- 1972:  OS - 63,88 m
- 1973:  Europacup - 66,10 m
- 1974:  EK - 67,22 m
- 1975:  Europacup - 64,80 m
- 1976:  OS - 65,94 m
- 1977:  Europacup - 68,92 m
- 1977:  Wereldbeker - 62,36 m
- 1978:  EK - 69,16 m
- 1979:  Europacup - 65,46 m
- 1979:  Wereldbeker - 66,10 m
- 1980: 8e OS - 63,94 m

1932: Babe Zaharias ·
1936: Tilly Fleischer ·
1948: Herma Bauma ·
1952: Dana Zátopková ·
1956: Inese Jaunzeme ·
1960: Elvīra Ozoliņa ·
1964: Mihaela Peneș ·
1968: Angéla Németh ·
1972: Ruth Fuchs ·
1976: Ruth Fuchs ·
1980: María Colón ·
1984: Tessa Sanderson ·
1988: Petra Felke ·
1992: Silke Renk ·
1996: Heli Rantanen ·
2000: Trine Hattestad ·
2004: Osleidys Menéndez ·
2008: Barbora Špotáková ·
2012: Barbora Špotáková ·
2016: Sara Kolak ·
2020: Liu Shiying ·
2024: Haruka Kitaguchi
- Bibliothèque nationale de France: cb155206521 (data)
- Gemeinsame Normdatei: 1163628824
- World Athletics: 14357321
- International Standard Name Identifier: 0000 0000 2906 5204
- Library of Congress Control Number: n91032621
- Système universitaire de documentation: 160343577
- Virtual International Authority File: 47072148
- WorldCat: E39PBJd3RXJpmm8jT7thXhRR8C